# Shambaa
Gli Shambaa (anche chiamati Sambaa, Shambala, Sambala, o Sambara) sono un gruppo etnico e linguistico localizzato sulla estesa catena di Monti Usambara, situata nel nordest della Tanzania, oltreché nelle regioni del Kilimangiaro e di Manyara.
Le montagne abitate dagli Shambaa sono un'area caratterizzata da abbondanti piogge con la diffusione di prosperose piante di banane, di caffè e di tè. 

## Storia
Gli Shambaa furono governati dalla dinastia Kilindi dalla metà del XVIII secolo fino alla fine del XIX secolo e la capitale era localizzata a Vuga. Nel 1862 scoppiò una guerra civile per la successione del regno di Kimweri ye Nyumbai.
La diffusione del vaiolo e il commercio degli schiavi contribuirono alla disintegrazione del regno. Nel 1898 un incendio distrusse Vuga e nello stesso anno i tedeschi colonizzarono la regione. Sotto il dominio coloniale la dinastia continuò ad avere qualche autorità, ma nel 1962 il governo tanzaniano, dopo aver ottenuto l'indipendenza, rimosse tutti i poteri della dinastia.

## Lingua
Gli Shambaa parlano la lingua shambala, che appartiene al gruppo delle lingue bantu. Il linguaggio conserva stretti legami con i Bondei e i Zigua, altri gruppi etnici della regione, con i quali gli Shambaa hanno condiviso una lunga storia di relazioni e contatti.
Gli Shambaa parlano anche lo swahili, la lingua nazionale della Tanzania. I giovani preferiscono parlare lo swahili, che viene insegnato nella scuola primaria e viene utilizzato negli affari e dai mezzi di informazione.
La parola Shamba significa "fattoria" e queste persone vivono in una delle regioni più fertili della Tanzania.

## Folklore e tradizioni
Il più famoso dei miti degli Shambaa è quello di Mbegha. Egli fu un cacciatore che abbandonò la sua terra a causa di una disputa con i suoi parenti. Mbegha fuggì a Kilindi, dove divenne fratello di sangue del figlio del capo. Ma gli eventi sfavorevoli lo costrinsero a fuggire nuovamente per giungere nei pressi dei Monti Usambara, dove venne accolto, apprezzato e nominato capo del regno degli Shambaa.
Gli Shambaa organizzano cerimonie di iniziazione per i giovani, che prevedono l'educazione da parte degli anziani e anche la circoncisione, attualmente praticata nelle strutture sanitarie.